# Heirin-ji
Le Heirin-ji (平林寺) est un temple bouddhique japonais situé dans la ville de Niiza, aux alentours de Tōkyō. C'est le plus grand temple du bouddhisme zen de l'école Rinzai dans la région du Kantō. Il fut construit en 1375 par Sekishitsu Zenkyu, le fondateur d'autres temples tels que l'Engaku-ji et le Tenryu-ji. Comme beaucoup d'autres temples zen, les bâtiments principaux sont disposés en ligne droite.
Les jardins sont remarquables pour leurs érables (楓, kaede) en automne et pour la floraison des abricotiers (梅, ume) au début du printemps. La cloche, pendant la floraison des ume, inspira Tōshi Yoshida (吉田遠志) pour l'une de ses estampes.

## Galerie d'images

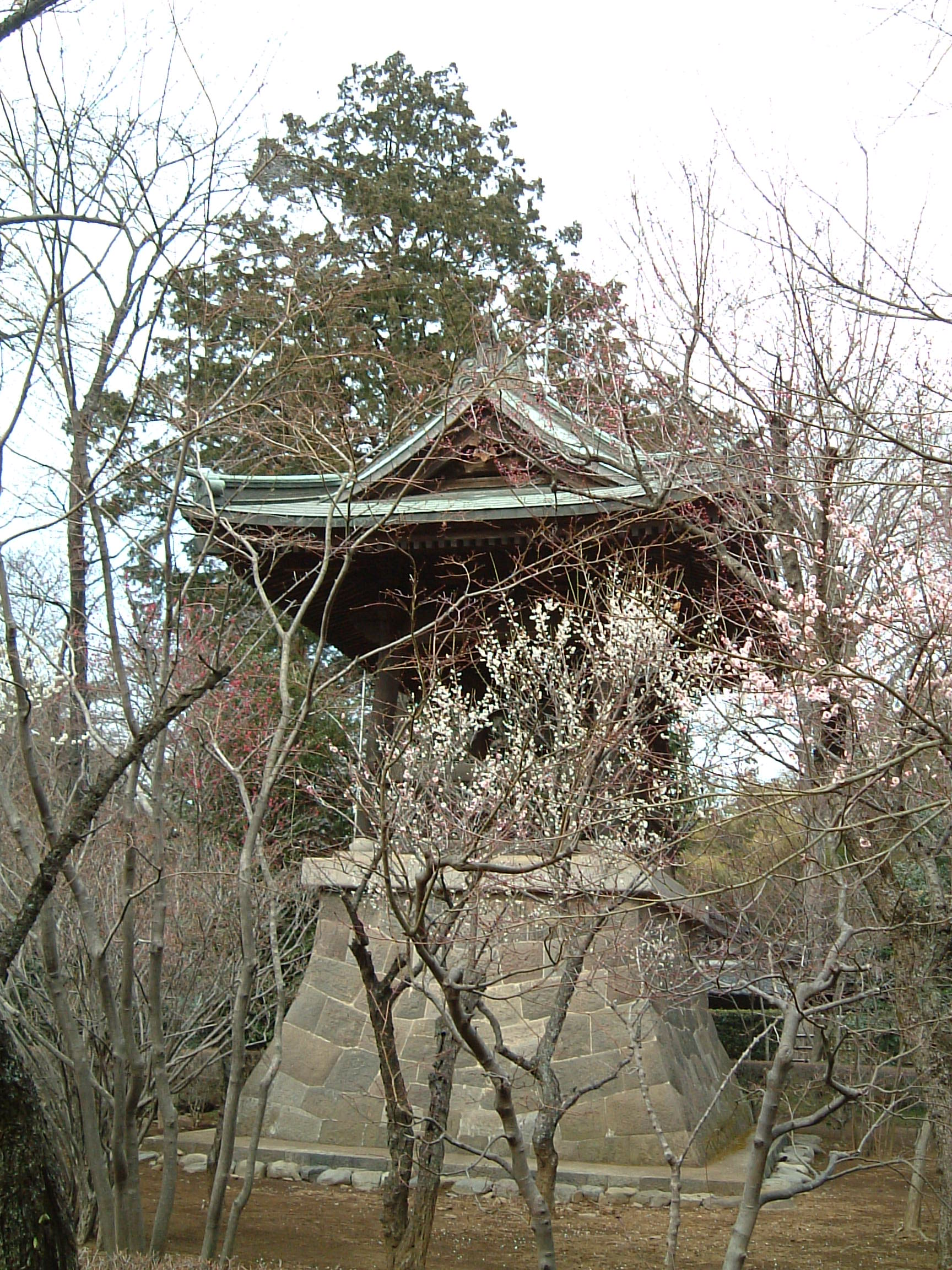
Shōrō de Heirin-ji.
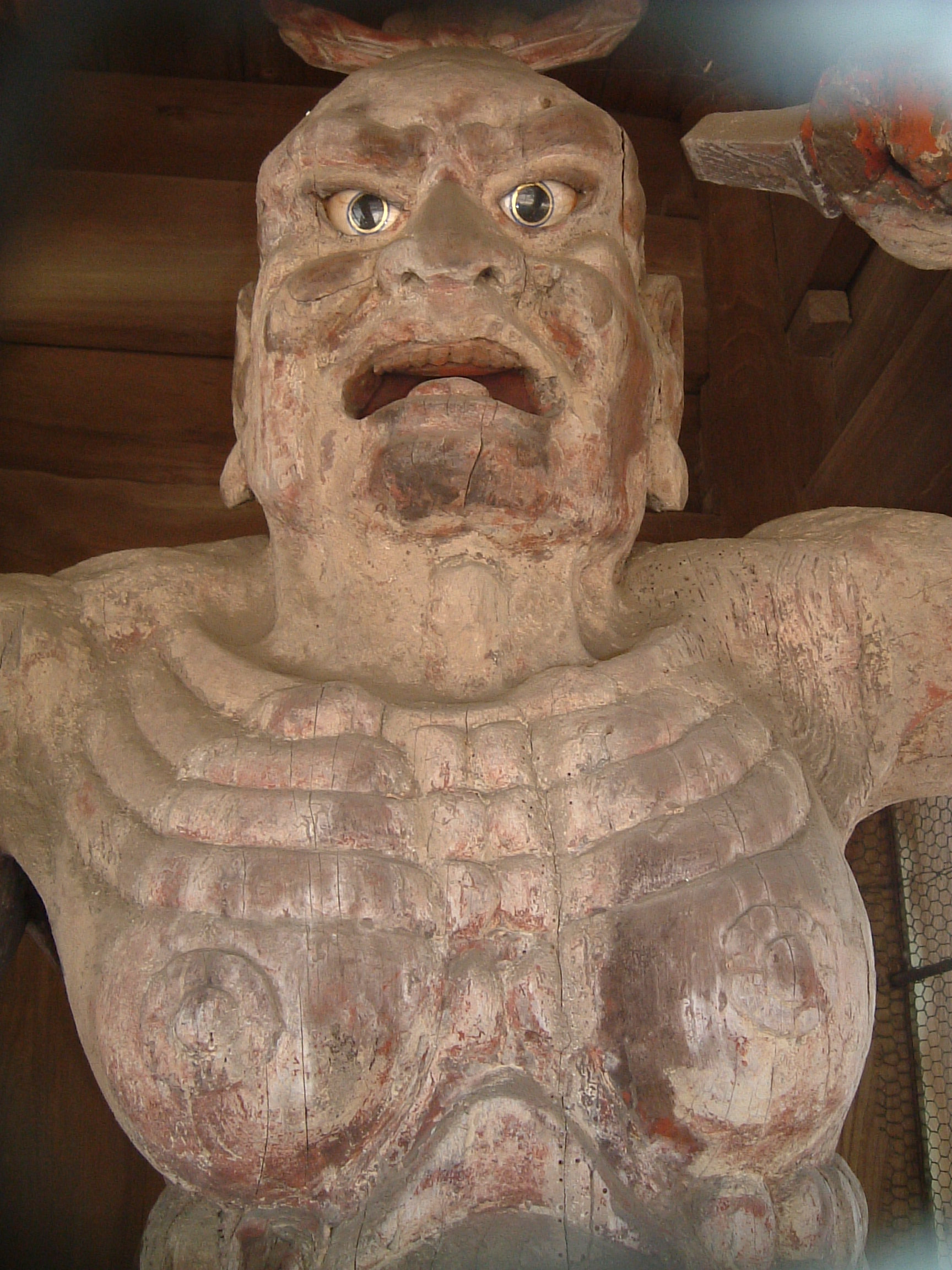
Niō, gardien du temple.
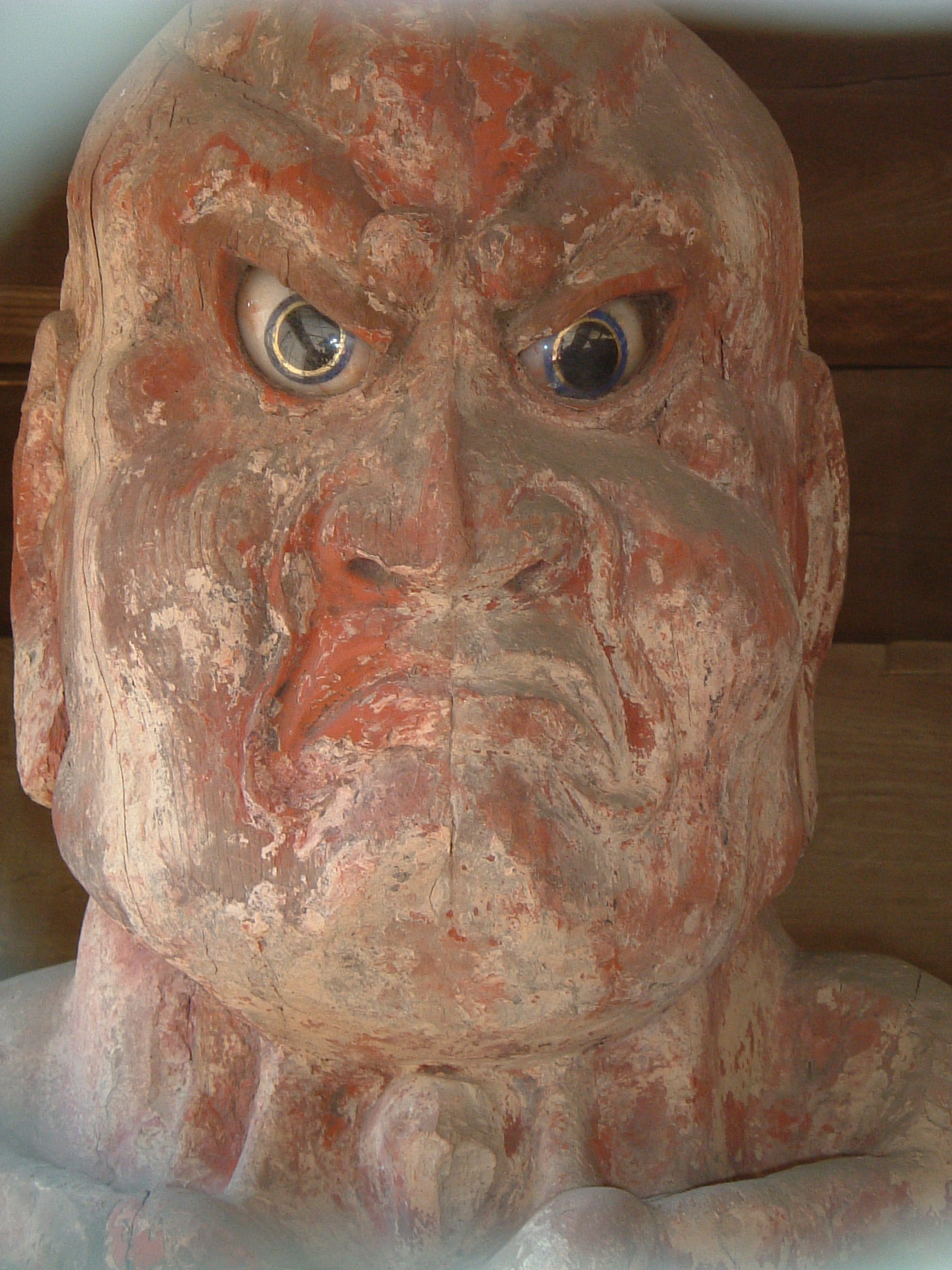
Niō, gardien du temple.
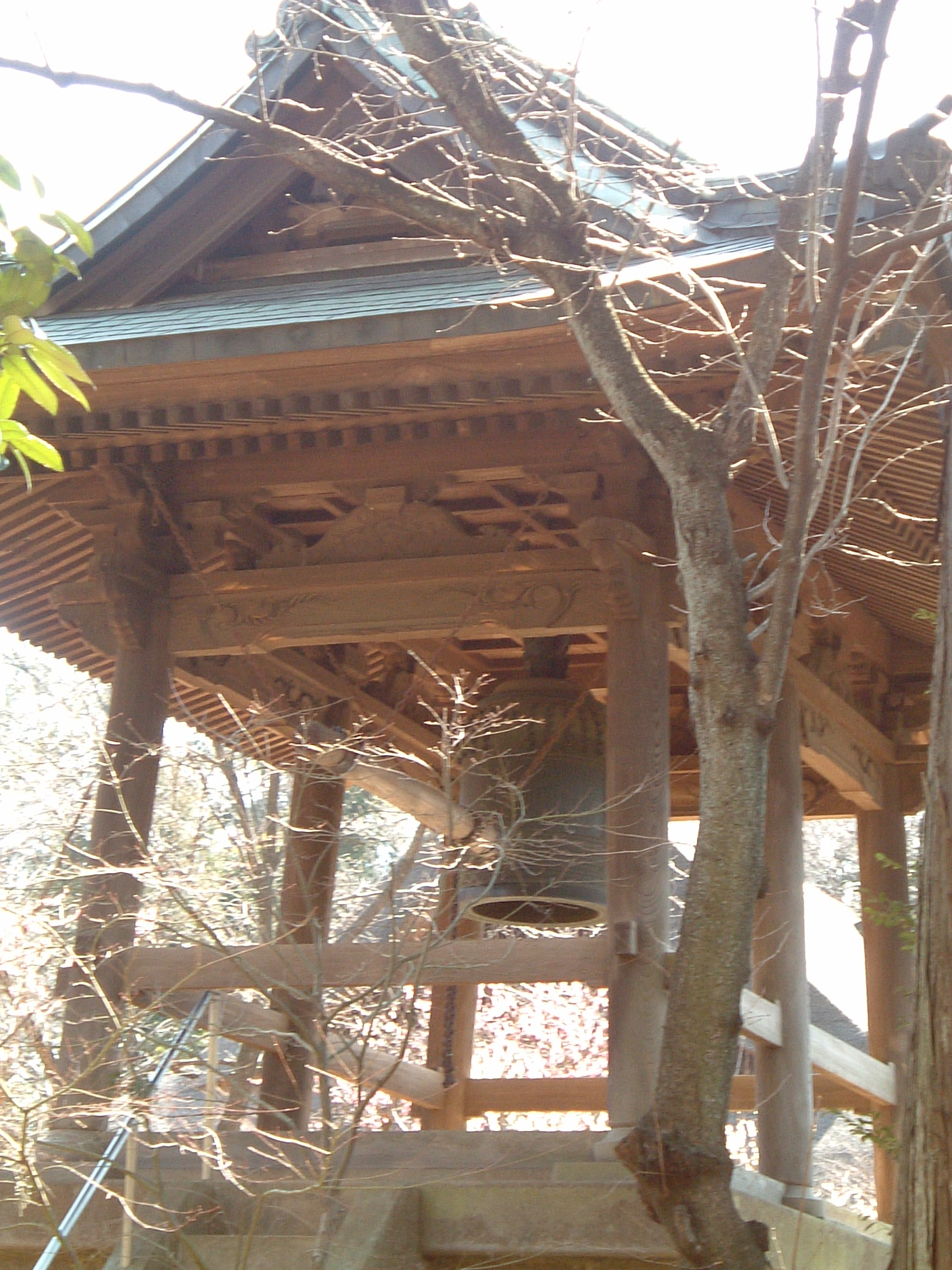
La cloche du temple.
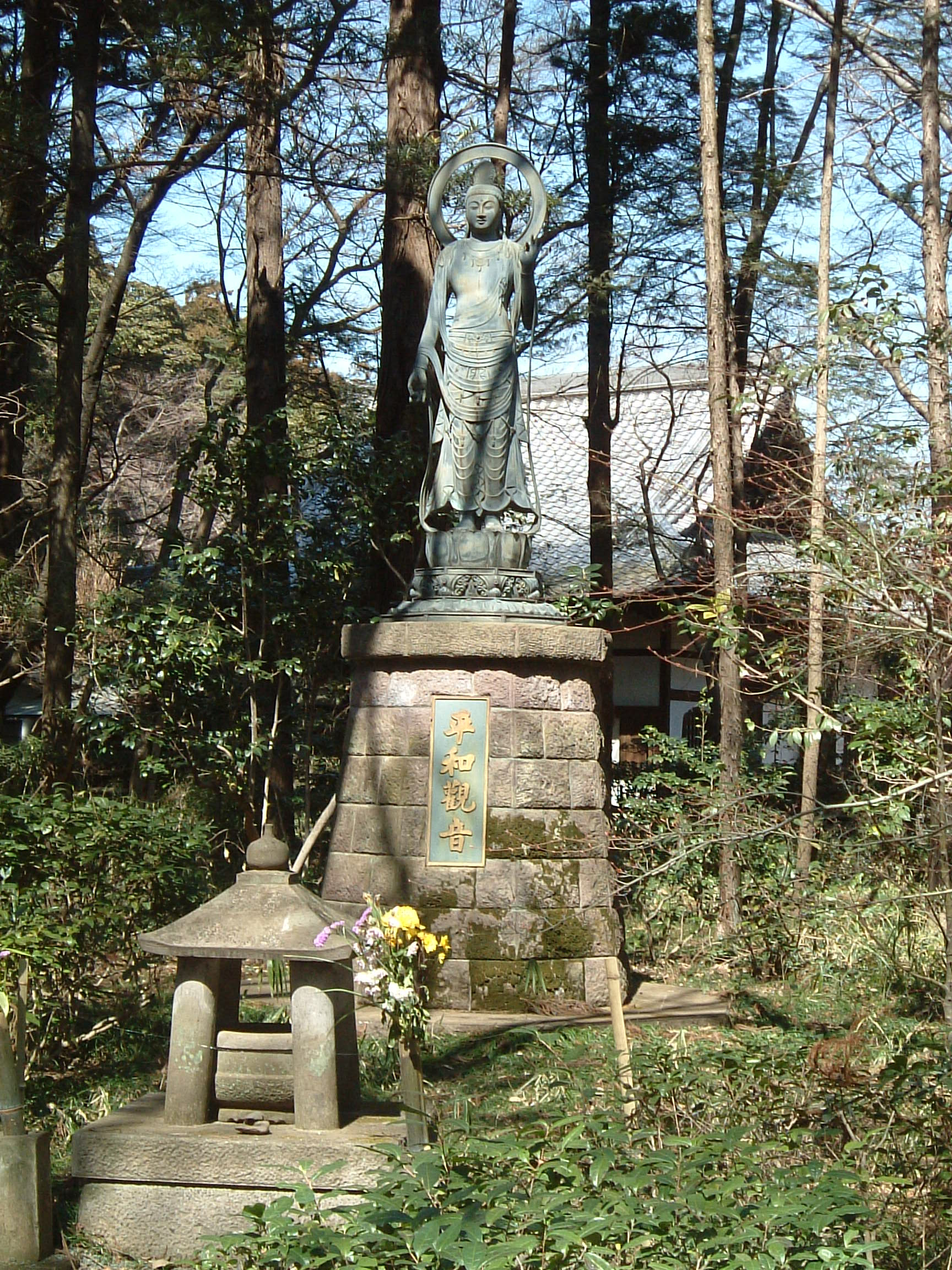
Une statue de Kannon, déesse de la compassion.
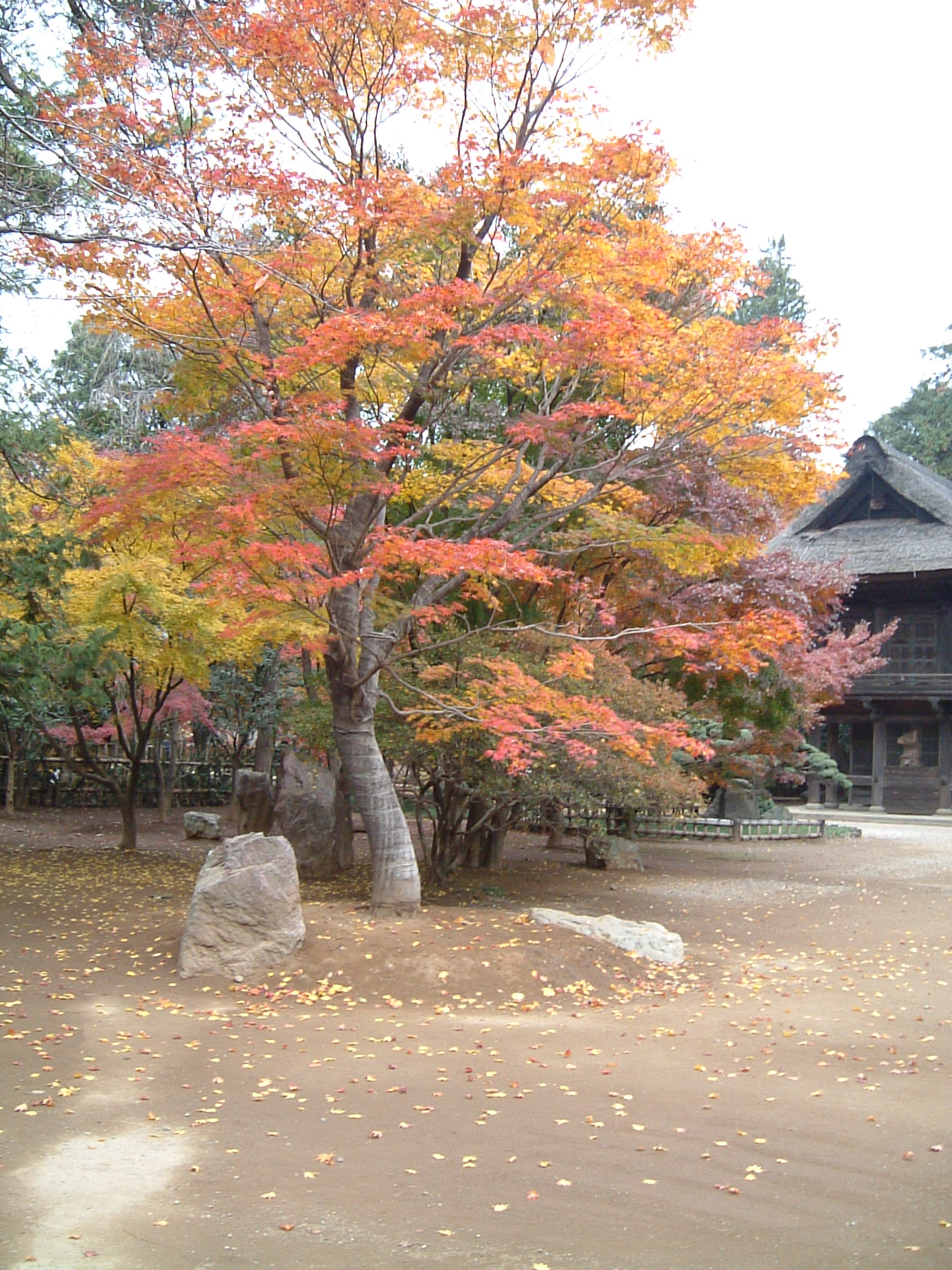
Érable en automne à Heirin-ji.